# Recopa Gaúcha 2020
In 2020 werd de zevende Recopa Gaúcha tussen de kampioen van de staatscompetitie en de Copa FGF gespeeld. De competitie werd georganiseerd door de FGF. Pelotas werd de winnaar.  

## Deelnemers
| Club    | Stad         | Gekwalificeerd als              | Deelnames |
| ------- | ------------ | ------------------------------- | --------- |
| Grêmio  | Porto Alegre | Kampioen Campeonato Gaúcho 2019 | 2de       |
| Pelotas | Pelotas      | Kampioen Copa FGF 2019          | 2de       |

## Recopa
|                       |                                                          |       |                                             |                                                                 |
| 19 januari 2020 18:30 | Pelotas                                                  | 1 – 1 | Grêmio                                      | Estádio Boca do Lobo, Pelotas Scheidsrechter: Daniel Nobre Bins |
| 19 januari 2020 18:30 | Mateus Santana 16'                                       |       | 83' Ferreira                                | Estádio Boca do Lobo, Pelotas Scheidsrechter: Daniel Nobre Bins |
| 19 januari 2020 18:30 | Strafschoppen                                            |       |                                             | Estádio Boca do Lobo, Pelotas Scheidsrechter: Daniel Nobre Bins |
| 19 januari 2020 18:30 | Juliano Tatto Felipe Guedes Juliano Mateus Santana Tadeu | 5 - 4 | Darlan Matheus Frizzo Rodrigues Isaque Ruan | Estádio Boca do Lobo, Pelotas Scheidsrechter: Daniel Nobre Bins |

| Pelotas | Grêmio |

| Recopa Gaúcha de 2020       |
| Porto Alegre                |
| --------------------------- |
| PELOTAS Kampioen (2° titel) |